# Hemitriccus diops
Hemitriccus diops là một loài chim trong họ Tyrannidae.